# The Angelus (periodico)
The Angelus è la rivista ufficiale del distretto statunitense della Fraternità sacerdotale San Pio X. È un bimensile di fede, cultura, moralità e vita familiare, incentrato sui temi della tradizione cattolica.
Fondato nel 1978 da padre Carl Pulvermacher a Dickinson, nel Texas, nel 1992 le officine tipografiche furono trasferite a Kansas City, nel Missouri. Attualmente, la pubblicazione è curate da padre Arnaud Rostand.
La rivista contiene articoli relativi alla storia della Chiesa e all'insegnamento sociale, oltre ad informazioni sulle attività della Società e sul suo rapporto con la Santa Sede. La popolare rubrica Questions and Answers pubblica regolarmente contenuti sulla dottrina e pratica cattolica.

## BNote
1. ↑  (EN) Rebecca Joyce Frey, Fundamentalism, Facts On File, 2007,  p. 329, ISBN 9780816067671. URL consultato il 25 giugno 2025.